# Poststrukturalizm
Poststrukturalizm – metodologia badań literackich, powstała w wyniku kryzysu strukturalizmu, jako krytyczne spojrzenie na tę metodę naukową. Chociaż tendencje poststrukturalistyczne pojawiały się już wcześniej (szczególnie we Francji), za oficjalną datę powstania tej metodologii uznaje się rok 1966, kiedy to na Uniwersytecie Johnsa Hopkinsa w Baltimore odbyła się konferencja pt. „The Languages of Criticism and the Sciences of Man”. Niektórzy badacze nie wyróżniają tej metodologii jako osobnej szkoły, uznając ją raczej za nurt wewnątrz strukturalizmu. Za czołowych przedstawicieli poststrukturalizmu, a jednocześnie jego inicjatorów, uznaje się Rolanda Barthes'a, Jacques’a Derridę i Michela Foucaulta.

## Początki poststrukturalizmu
Powstanie poststrukturalizmu związane było z kryzysem w ramach metodologii strukturalistycznej, opierającej się na próbach stworzenia ścisłej, obiektywnej, spójnej i logicznej nauki o literaturze. W latach 60., w szczytowym okresie rozwoju strukturalizmu, pojawiały się już pierwsze stanowiska wobec niego krytyczne. Wiązały się one z rozczarowaniem tą metodologią, jej głębokim zakorzenieniu w języku i tendencją do systemowego ujmowania indywidualnych kreacji artystycznych. Te krytyczne tendencje miały swój początek w literaturoznawstwie francuskim (m.in. w pracach Michela Foucault i Rolanda Barthes'a). 
Za właściwy początek poststrukturalizmu uznaje się wystąpienie Jacques’a Derridy z referatem Struktura, znak i gra w dyskursie nauk humanistycznych na konferencji pt. „The Languages of Criticism and the Sciences of Man”, która odbyła się na Uniwersytecie Johna Hopkinsa w Baltimore w 1966 roku. Konferencja ta miała być próbą przeszczepienia metodologii francuskiego strukturalizmu na grunt amerykański, a tym samym ożywienia badań literackich, przeżywających w USA okres wyczerpania. Na konferencji obecni byli m.in. René Girard, Jacques Lacan, Tzvetan Todorov, Jean Huppolyte, Jacques Derrida i Roland Barthes. Dwaj ostatni przygotowali wystąpienia, opisujące tendencje dzisiaj określane jako poststrukturalne. Poglądy Derridy i Barthes'a wzbudziły znacznie większe zainteresowanie niż odkrycia strukturalistów. Wynikało to m.in. z pewnego podobieństwa strukturalizmu do szkoły New Criticism, która przeżywała ówcześnie okres wyczerpania. Tym samym na gruncie amerykańskim poststrukturalizm zrobił zawrotną karierę i zaistniał tam bez pojawienia się strukturalizmu.
Wybrani przedstawiciele:

### Jacques Derrida

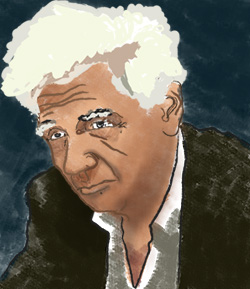
Portret Derridy namalowany przez Pablo Secca

Zdaniem Derridy, tekst nie jest naturalnym odbiciem rzeczywistości.  Idąc za Wittgensteinem, uznawał, że język warunkuje ludzkie sposoby interpretacji rzeczywistości. Zainspirowany językoznawcą strukturalistycznym de Saussure'em Derrida uznawał, że znaczenie powstaje dzięki związkom różnicy pomiędzy elementami znaczonymi. Dochodził jednak na tej podstawie do wniosku, że relacja znaczącego i znaczonego nie jest stabilna, wprost przeciwnie - zmienia się w czasie, nosząc znamiona starszych znaczeń czy wpływów lokalnych.
Metoda zaproponowana przez Derridę, określana mianem dekonstrukcji, polegać miała na rozbijaniu binarnych opozycji, szczególnie tych o wartościującym charakterze jak mowa-pismo, rzeczywistość-pozór itd.

### Michel Foucault
Foucault, podobnie jak Derrida, krytykował autonomiczny charakter języka. Uznawał, że znaczenia są konstruowane w toku rywalizacji dyskursów. Powiązał kategorię znaczeń z władzą. Znaczna część jego prac poświęcona była archeologii dyskursu, a więc analizie sposobów kształtowania relatywnie stabilnych sytuacji, w których określone podmioty konstruowały relacje znaczeń.

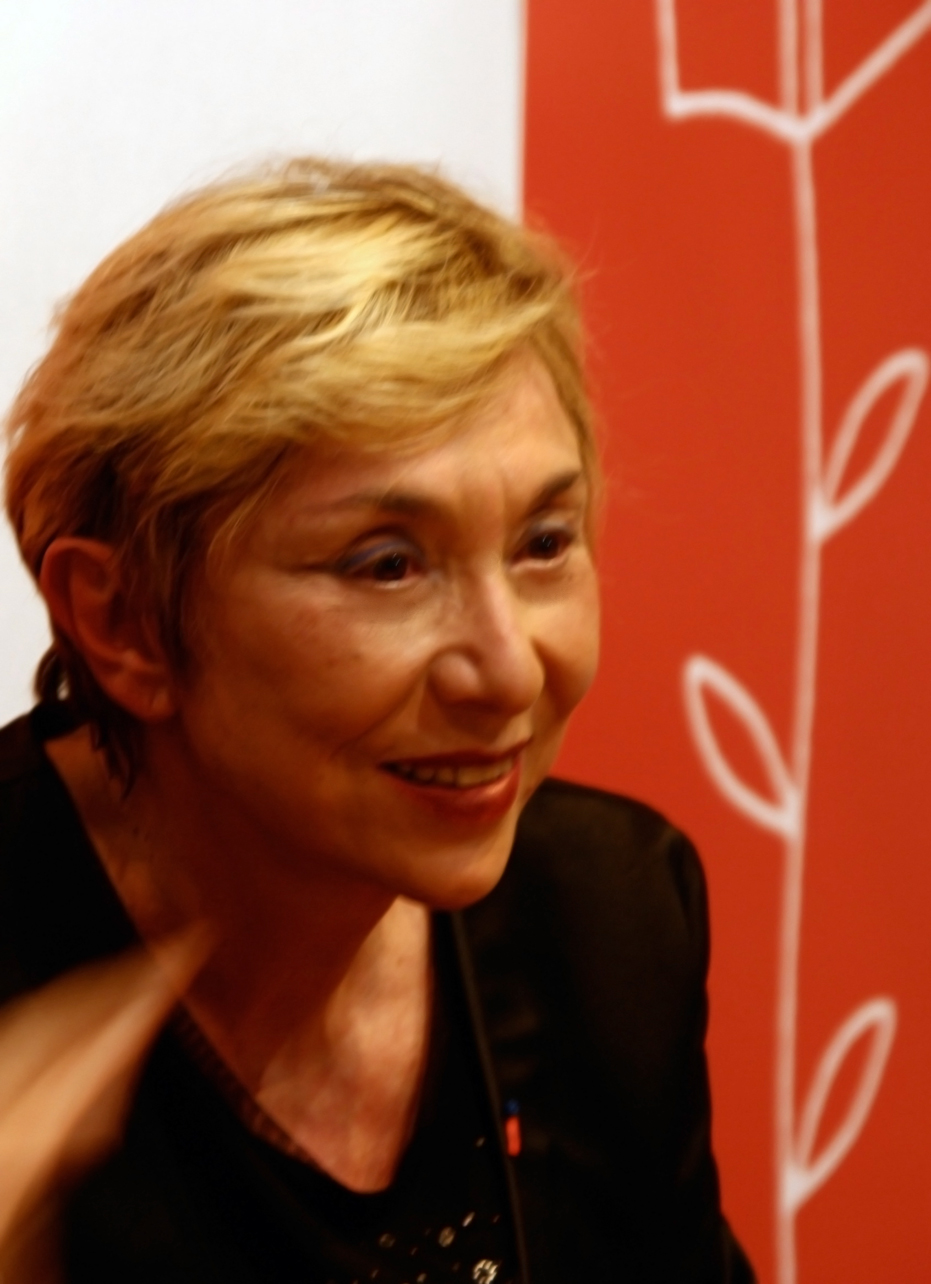
Julia Kristeva

### Inni
Inni badacze wiązani z post-strukturalizmem to m.in. Judith Butler, Julia Kristeva i Roland Barthes.

## Nazwa
Nazwa nowego nurtu metodologicznego zaczęła kształtować się pod koniec lat siedemdziesiątych. Używano wtedy takich określeń jak „strukturalizm krytyczny”, „drugi strukturalizm” (w odróżnieniu od pierwszego, który nazywano „klasycznym”, „dogmatycznym” lub „ortodoksyjnym”), „neostrukturalizm”, „parastrukturalizm”, „hiperstrukturalizm”, „superstrukturalizm”, „ultrastrukturalizm” oraz „anty-strukturalizm”. Ostatecznie w naukach humanistycznych rozpowszechniło się określenie „poststrukturalizm”. Przedrostek „post-” (a więc „po-”) w tym określeniu nie oznacza zakończenia strukturalizmu (metoda ta miała swoje osiągnięcia jeszcze w latach osiemdziesiątych), ale odnosi się do jego krytycznej i rewizjonistycznej roli wobec strukturalizmu.

## Krytyka strukturalizmu
Poststrukturalizm cechował się postawą krytyczną wobec tradycyjnych koncepcji filozoficznych i literaturoznawczych, szczególnie wobec strukturalizmu. Według Jacques’a Derridy strukturalistyczne podejście do literatury powodowało uschematyzowanie literackiego sensu, a tym samym przesłaniało sens i unieruchamiało twórczą siłę literatury. Aby temu zapobiec, należało nieustannie pobudzać krytykę strukturalizmu, zadawać pytania, które nie pozwoliłyby utrwalić się strukturalistycznym konstrukcjom. Derrida dokonywał krytycznej lektury najważniejszych dzieł strukturalizmu i podważał kluczowe dla tego kierunku pojęcia. Roland Barthes natomiast protestował przeciwko naukowemu językowi opisu literatury i próbom tworzenia uniwersalnych modeli literaturoznawczych, w których zatraca się pojedynczy, indywidualny tekst. Uznawał, że konieczne jest zamienienie nauki w twórczość, jej języka w język literacki, a naukowca – w pisarza. Według Barthes'a, autor nie posiadał prawa do jedynie słusznej interpretacji tekstu, nie był ojcem ani właścicielem dzieła, nowym, właściwym twórcą stawał się czytelnik, dokonujący stworzenia dzieła w akcie lektury i indywidualnego odbioru. Odrzucał tym samym ścisłą naukę o literaturze, naukowy język jej opisu i wszelkie próby poszukiwania jednego sensu w dziele literackim, pozostawiając czytelnikowi całkowitą swobodę lektury. Również Julija Krystewa dążyła do poszerzenia możliwości praktyki interpretacyjnej, w stosunku do tej, jaką proponował strukturalizm. Posługiwała się w tym celu teorią intertekstualności, stworzonej przez Michała Bachtina.

## Podział poststrukturalizmu

### Podział na odmiany
Według niektórych badaczy strukturalizm można podzielić na dwie odmiany:
- odmiana tekstualna – skupiała się na analizie tekstu, inspirowana była dokonaniami Derridy, Barthes'a i Krystewej;
- odmiana światowa – przedstawiciele tej odmiany interesowali się etycznymi i politycznymi skutkami praktyk interpretacyjnych. Inspirowali się dokonaniami Foucault.

Przeciwnicy takiego podziału uznają go jednak za sztuczny, twierdząc, że oba pierwiastki od samego początku współistniały w dokonaniach różnych poststrukturalistów.

### Podział na etapy
- I faza (krytyczna lub negatywna) – datowana jest na lata 1966–1985. Opierała się przede wszystkim na krytyce strukturalizmu oraz na odrzuceniu naukowej, ścisłej nauki o literaturze, posługującej się neutralnym językiem. Faza ta związana była przede wszystkim z dekonstrukcją.
- II faza (pozytywna lub post-poststrukturalizm) – rozpoczęła się po 1985 roku. Zainteresowania badaczy skierowały się ku wypracowaniu nowych metod badawczych. Odrzucono ideę wiedzy systemowej, ujmującej całość zjawisk życia literackiego i nauki obiektywnej. Akcentuje się różnorodność praktyk metodologicznych. Powstają takie sposoby czytania jak krytyka genderowa, krytyki mniejszościowe i krytyka w duchu queer[11].

## Konsekwencje poststrukturalizmu
Poststrukturalizm doprowadził do rewizji tradycyjnego sposobu myślenia o literaturze, szczególnie w duchu strukturalizmu. Praktyki interpretacyjne stały się otwarte na subiektywizm, wpływy etniczne, kulturowe, rasowe i seksualne, co zaowocowało współistnieniem zróżnicowanych sposobów odbioru literatury. Zmienił się również język teorii literatury – zamiast obiektywnego, ścisłego metajęzyka strukturalizmu, pojawił się język narracyjny i literacki.